# L'Empire vous répond
L'Empire vous répond : théorie et pratique dans les littératures postcoloniales, traduction de l'ouvrage en anglais The Empire Writes Back, est un essai de 1989 sur le postcolonialisme, de Bill Ashcroft, Gareth Griffiths et Helen Tiffin, considéré comme fondateur. « Postcolonial » dans ce livre désigne les cultures qui ont été affectées par les politiques impériales ou coloniales. Les auteurs analysent la manière dont des œuvres littéraires postcoloniales constituent une critique radicale de la littérature européenne et occidentale.
Le titre original fait référence à une formule de Salman Rushdie  dans Imaginary Homelands : « The Empire writes back to the Centre », « L'Empire répond au Centre », c'est-à-dire à la métropole britannique. Il repose également sur un jeu de mots sur le titre du film Star Wars : The Empire strikes back, en français Star Wars : L'Empire contre-attaque. L'expression fait référence à la façon dont les voix postcoloniales répliquent au canon littéraire de la métropole coloniale. En français, la traduction littérale serait "l'Empire écrit en retour". Une autre traduction proposée est "L'Empire contre-écrit" pour tenir compte de l'allusion au film "L'Empire contre-attaque".
Les auteurs sont australiens. Publié pour la première fois en 1989, le livre a eu une deuxième édition publiée en 2002. Il a été traduit en français en 2012.

## Projet du livre
Le livre s'intéresse à l'impact des Empires coloniaux européens sur les littératures des peuples colonisés et au travail de subversion et de déconstruction des modèles artistiques européens entrepris par les écrivains des anciennes colonies. Il se centre plus spécifiquement sur l'ex-Empire britannique - même si les ex-Empires français et espagnols sont aussi pris en compte. Aux expressions plus anciennes de littérature « du Commonwealth », « du Tiers monde », « nouvelles littératures en anglais », les auteurs substituent  le nom de « littératures post‑coloniales ».
De plus, l'ouvrage indique la nécessité d’une « théorie littéraire post-coloniale » spécifique afin de rendre compte des littératures postcoloniales, les approches européennes traditionnelles des textes étant jugées inadéquates à ce nouvel objet littéraire.

## Traits communs des littératures postcoloniales
Par-delà leurs différences, les littératures de pays ex-colonisés ont baigné dans des contextes politiques, sociaux et économiques similaires.
De plus elles partagent des thématiques communes, par exemple la célébration de la lutte pour l'indépendance de la communauté ou de l'individu.
Surtout, les auteurs de l'ouvrage identifient des formes et des styles partagés dans les oeuvres postcoloniales. Ils recensent ainsi « l’usage particulier de l’allégorie, du réalisme magique, et de la discontinuité narrative », mais aussi « la prédominance de l’ironie ».
La résistance à la culture dominante prend souvent la forme de la parodie et de l'hybridation formelle (mimicry, hybridity). Les écrivains des pays colonisés reproduisent des récits européens pour les détourner, et créer des oeuvres transgressives.
La contre‑écriture (le « writing back ») se traduit aussi par une écriture polyphonique qui évoque une société hétérogène - c'est le cas par exemple dans l'oeuvre de l'écrivain guyanien Wilson Harris. La recherche d’une identité spécifiquement créole, comme chez Edward Kamau Brathwaite, écrivain barbadien, est une autre réponse littéraire postcoloniale
La glose et les mots non traduits sont utilisés pour transmettre un sentiment de particularité culturelle. La fusion des structures linguistiques de deux langues est une autre stratégie textuelle utilisée dans l'écriture postcoloniale pour remplacer la langue du colonisateur. Toutes ces stratégies permettent aux écrivains de produire des textes culturellement distincts, différents, bien qu'ils soient écrits en « anglais ». Les auteurs estiment que les écrivains postcoloniaux ont, de cette manière, grandement contribué à la « réforme » de la littérature anglaise.

## Définition de la littérature postcoloniale
Le principal critère de définition d'une littérature postcoloniale est celui de la « déconstruction des normes métropolitaines, qu’il s’agisse du canon littéraire, de la grammaire traditionnelle ou encore des canaux de communication ». Il s’agit pour ces auteurs de « "dé‑nommer", de réinjecter de l’étrangeté dans le canon, de renverser les codes ». La littérature postcoloniale est marquée par la contre‑écriture et la créolisation.
Toutefois l’ouvrage prête aussi attention à la diversité des littératures postcoloniales, liées à des traditions littéraires locales et spécifiques

## Nationalisme artistique
La riposte littéraire postcoloniale à l’occupation militaire, à la domination culturelle et linguistique peut conduire à l'affirmation d'un nationalisme artistique. La littérature est alors conçue comme un des moyens de la reconstruction nationale. L'écrivain kenyan  Ngũgĩ wa Thiong’o a ainsi résisté à la marginalisation culturelle des cultures vernaculaires imposée par l'Empire britannique en développant « une littérature nationale canonique dont l’objet serait de redonner une centralité aux lettres autochtones ».

## Pays et auteurs abordés
Les auteurs suivent le développement des études postcoloniales depuis la période impériale où les terres colonisées sont représentées plus ou moins « fictionnellement » dans des récits de voyage, des documents et des journaux intimes, des appropriations fictionnelles, photographiques et cinématographiques, jusqu'à la littérature indigène écrite sous la « domination impériale et enfin à l’écriture dite « postcoloniale ».
L'ouvrage examine les pays suivants : plusieurs pays africains, l'Australie, le Bangladesh, le Canada, les pays des Caraïbes, l'Inde, la Malaisie, Malte, la Nouvelle-Zélande, le Pakistan, Singapour, des pays insulaires du Pacifique Sud et le Sri Lanka.
Parmi les ouvrages et auteurs analysés figurent Mating Birds (1986) de Lewis Nkosi, présenté comme un exemple d'ouvrage qui fait entendre le silence établi en Afrique du Sud, et représente la manière dont l'État contrôle les moyens de communication. Les auteurs du livre étudient VS Naipaul, un écrivain postcolonial de Trinidad ; The Mimic Men (1967), une nouvelle de Michael Anthony (author) (en), Sandra Street ; Timothy Findley (1984) auteur de Not Wanted on the Voyage  ;  The Edge of the Alphabet de Janet Frame (1962) et The Vendor of Sweets de RK Narayan (1967) ;  R. Parthasarathy (en), un poète qui a décidé de revenir à l'écriture dans son tamoul natal après des années d'écriture en anglais.
La négritude et la « littérature noire », le modèle de l'« écriture noire », sont également analysées.

## Liens entre théorie littéraire et pensée postcoloniale
La théorie littéraire a été historiquement le foyer traditionnel de la pensée postcoloniale. Edward Saïd, dont l'ouvrage L'Orientalisme est  considéré comme le texte fondateur de la pensée postcoloniale, est un spécialiste de littérature. De même Gayatri Spivak, autrice du célèbre ouvrage Les subalternes peuvent-elles parler ?, est une théoricienne de la littérature. Homi K. Bhabha, connu pour ses travaux sur « l'hybridité », l'écrivain e professeur Ngũgĩ wa Thiong'o, souvent cité pour ses travaux sur la « langue », sont également des professeurs de littérature. Ces théoriciens notables sont mentionnés dans toute la littérature postcoloniale et plus particulièrement dans L'Empire vous répond.

## Hommage au livre
El France le Collectif Write Back, groupe de jeunes chercheurs en littérature et études postcoloniales de l’École normale supérieure de Lyon, s'est donné un nom qui rend hommage à The Empire Writes Back,,.